# Кучуково (Томская область)
Кучуково — посёлок в Зырянском районе Томской области России. Входит в состав Чердатского сельского поселения.

## География
Посёлок находится в юго- восточной части Томской области, в пределах Чулымской равнины, к югу от реки Чулым, на расстоянии примерно 27 километров (по прямой) к северо-востоку от села Зырянского, административного центра района. Абсолютная высота — 115 метров над уровнем моря.

### Часовой пояс
Посёлок Кучуково, как и вся Томская область, находится в часовой зоне МСК+4. Смещение применяемого времени относительно UTC составляет +7:00.

## История
Основан в 1800 году. Изначально проживали чулымские татары (чулымцы), которые к началу XX века полностью ассимилировались среди русских.
По переписи 1897 года здесь проживало 39 человек, из них 22 чулымцы.
По данным 1926 года в Кучуковых юртах имелось 78 хозяйств и проживал 381 человек (в основном — русские). Функционировала школа I ступени. В административном отношении являлись центром Кучуковского сельсовета Зырянского района Томского округа Сибирского края.

## Население
| 1926 | 2002 | 2010 | 2012 | 2013 | 2014 | 2015 |
| ---- | ---- | ---- | ---- | ---- | ---- | ---- |
| 381  | ↘100 | ↘64  | →64  | ↗67  | →67  | →67  |
| 2016 | 2021 |      |      |      |      |      |
| →67  | ↘45  |      |      |      |      |      |

Гендерный состав
По данным Всероссийской переписи населения 2010 года в гендерной структуре населения мужчины составляли 48,4 %, женщины — соответственно 51,6 %.
Национальный состав
По переписи 1897 года основным населением были чулымцы.
Согласно результатам переписи 2002 года, в национальной структуре населения русские составляли 97 %.

## Улицы
Уличная сеть посёлка состоит из трёх улиц.